# Искьердо, Себастьян
Себастья́н Искьердо (Искиердо, исп. Sebastián Izquierdo; лат. Sebastianus Izquierdo; 29 января 1601, Алькарас — 20 февраля 1681, Рим) — иезуит, теолог, испанский схоластический философ XVII века. Занимает среднее положение между умеренным скотистско-томистским реализмом и номинализмом Педро Уртадо де Мендосы, Родриго де Арриаги и Франсиско де Овьедо.

## Биография

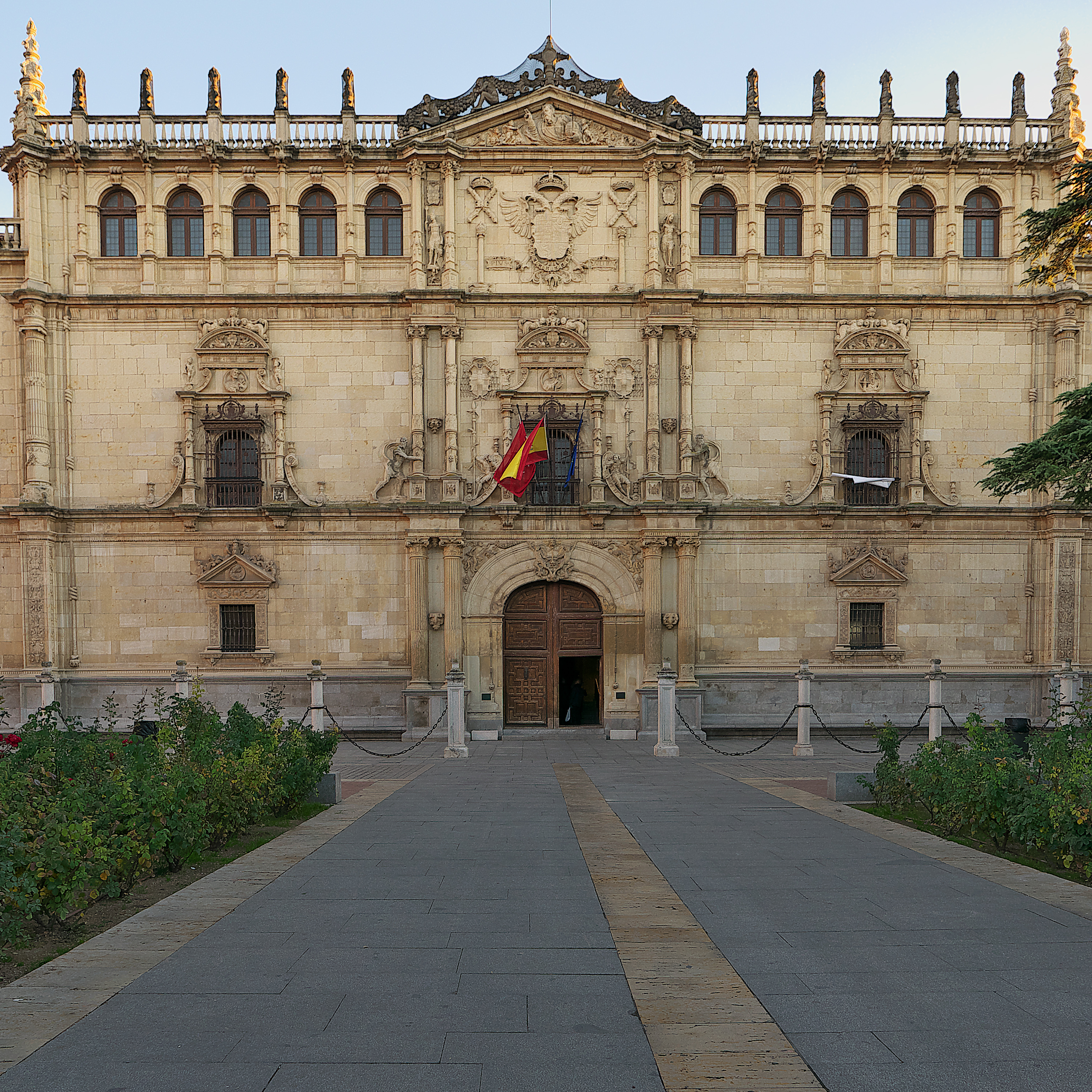
Университет Алькала (Комплутум с 1499 по 1836)

Искьердо учился у иезуитов, которые обосновались в его родном городе в 1617 году, окончив факультет искусств в университете Алькалы-де-Энарес, именовавшемся в прошлом коллегиумом Святого Ильдефонса (Colegio Mayor de San Ildefonso). В 1623 году он вступил в Общество Иисуса и преподавал теологию и философию в школах своего ордена в Испании (с 1641 по 1661 год в Алькала-де-Энаресе, Мурсии в коллегиуме святого Стефана и Мадриде в Императорском коллегиуме). В Мадриде (Colegio Imperial de Madrid) его назначили цензором инквизиции. В возрасте шестидесяти лет он переехал в Италию в качестве помощника своего ордена, и в 1661 году его избрали помощником генерального настоятеля как представителя иезуитских провинций Испании.
Искьердо жил в Риме, где умер в 1681 году.

## Учение

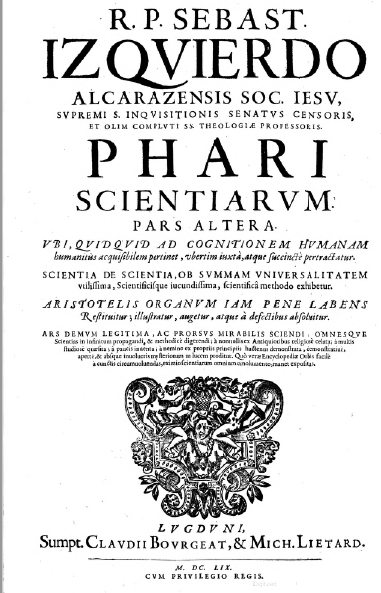
«Pharus Scientiarum» (Маяк знаний), 1659, Искьердо

### Маяк наук
Искьердо известен прежде всего как автор Pharus scientiarum («Маяк наук»), трактата по методологии и пропедевтике, который должен использоваться для получения знания, задуманного как единая наука.
Полное название трактата «Pharus scientiarum ubi quidquid ad cognitionem humanam humanitus acquisibilem pertinet, ubertim iuxta, atque succinte pertractatur. Scientia de scientia, ob summam universalitatem utilissima, Scientificisque iucundissima scientifica methodo exhibetur. Aristotelis organum iam pene labens restituitur, illustratur, augetur, atque a defectibus absolvitur. Ars demum legitima, ac prorsus mirabilis sciendi, omnesque Scientias in infnitum propagandi, et methodice digerendi; a nonnullis ex Antiquioribus religiose celata; a multis studiose quaesita; a paucis inventa; a nemine ex propriis principiis hactenus demonstrata, demonstrative, aperte et absque involucris mysteriorum in lucem proditur. Quo verae Encyclopediae Orbis facile a cunctis circumvolvendus, eximio scientiarum omnium emolumento, manet expositus».
В этом труде, где заметно влияние Раймунда Луллия и поиск универсального метода Ars generalis sciendi (всеобщее искусство познания), преобразуются аристотелевская логическая традиция, а также намечены некоторые пути, по которым позже пойдет Лейбниц. Кроме того, выражены оригинальные идеи по математике и логике, которые заслужили признание её автора не только среди самых выдающихся испанцев своего времени в этих областях, но и зарубежными математиками, такими как Готфрид Вильгельм Лейбниц. Лейбниц, в частности, цитировал Disputatio XXIX De Combinatione (Рассуждение XXIX О комбинаторике) из Pharus scientiarum Искьердо в своей Dissertatio de arte combinatoria (Диссертации о комбинаторном искусстве) в 1666. Искьердо также написал двухтомный труд по теологии Opus theologicum (1664 и 1670 соответственно).

### Теорияприоритета
В своем основном философском труде Pharus scientiarum в рассуждении 15 (Disputatio XV) Искьердо утверждает, что первым дал систематический анализ понятия приоритета. Хотя он не первый, кто пытается анализировать приоритетность, тем не менее его трактовка оригинальна и строга. Искьердо различает случайный и существенный приоритет. Это различие пересекает его дистинкцию между относительным и абсолютным приоритетом. Искьердо также распознает 4 типа абсолютного приоритета: приоритет продолжительности, приоритет происхождения, приоритет невзаимного соединения и приоритет ценности.

## Труды
- Theses de Immaculata Conceptione. Compluti: 1658.
- Маяк наук (Pharus scientiarum). Lugduni: Sumptibus Claudii Bourgeat & Michel Lietard, 1659.
- Теологическое и философское сочинение о едином Боге, в котором подробно обсуждается Божественная Сущность и Атрибуты (Opus Theologicum iuxta atque Philosophicum de Deo uno ubi de Essentia et Attributis Divinis ubertim Disseritur). Tomus I. Roma: 1664.
- Opus Theologicum iuxta atque Philosophicum de Deo uno ubi de Essentia et Attributis Divinis ubertim Disseritur. Tomus II. Roma: 1670.
- Práctica de los Ejercicios Espirituales de Nuestro Padre San Ignacio. Roma, por el Varese: 1665.
- Considerationi de' quatro nouissimi dell Huomo morte, giuditio, inferno, e paradiso. Roma: 1673.
- Mezzi necessarij per saluarsi. Roma: 1674.
- Reflexiones Santas o maximas grades de la vida Espiritual para todos los meses del año, escritas en la lengua francesa por el P. Iuan de Bussiere, de la Compañía de Jesús, y en la lengua española por el P. Sebastián Izquierdo de la misma Compagnia. Roma, por el Varese, 1676.
- Dios solo o exhortacion al puro y verdadero amor de Dios solo, escrito en la lengua francesa por el Dotor Henrico María Boudon y en la Lengua Española, por el P. Sebastián Izquierdo de la Compañía de Jesús. Roma, por el Varese, 1676.
- Praxis exercitiorum spiritualium P.N.S. Ignatii. Roma: 1678.